# فرگشت بدنی در سرطان
فرگشت بدنی (Somatic Evolution) به فرایند جمع شدن جهش در یاخته‌های (سلول‌های) بدنی (Somatic) در خلال زندگی یک جاندار و تأثیر این جهش‌ها بر توانایی زیستی (یا سازواری یا صلاحیت زیستی) آن یاخته‌ها (در مقایسه با سایر یاخته‌های بدنی) گفته می‌شود. فرگشت بدنی در فرایند سن و همچنین بروز برخی بیماری‌ها از جمله سرطان اهمیت پیدا می‌کنند.

## انتخاب طبیعی در سرطان
یاخته‌ها (سلول‌ها) در نئوپلاسم‌های پیش بدخیم یا بدخیم (تومورها) از طریق انتخاب طبیعی دچار فرگشت می‌شوند. این امر توجیه کنندهٔ چگونگی ایجاد سرطان در بافت‌های نرمال و همچنین دشواری درمان آن‌است. سه شرط لازم و کافی برای رخ دادن انتخاب طبیعی وجود دارد که همگی در نئوپلاسم رعایت می‌شوند:
1. وجود گوناگونی و تنوع (variation) در جمعیت: نئوپلاسم ها موزائیکی از یاخته‌های جهش‌یافته دربرگیرندهٔ تعییرات هم ژنتیکی و هم اپی‌ژنتیکی می‌باشند که این تغییرات آنها را ازیاخته‌های نرمال تمیز می‌دهد.
2. این گوناگونی‌ها و تنوع بایستی قابل به ارث رسیدن باشند. وقتی یک یاختهٔ سرطانی تقسیم می‌شود، هر دو یاختهٔ دختری ناهنجاری‌های ژنتیکی و اپی‌ژنتیکی را از یاختهٔ والدی به ارث می‌برند و در کنار آن ممکن است خود نیز، درخلال روند تقسیم یاختگی، دچار تغییرات جدید ژنتیکی و اپی‌ژنتیکی شوند.
3. این گوناگونی‌ها باید بقا یا توانایی تولید مثل (توانایی زیستی یا سازواری) را تحت تأثیر قرار دهند. اگرچه بسیاری از تغییرات ژنتیکی و اپی‌ژنتیکی در نئوپلاسم‌ها ممکن است که از نظر فرگشتی خنثی باشند (تأثیری بر توانایی زیستی نداشته باشند)، بسیاری از آنها نشان داده شده‌اند که می‌توانند باعث افزایش سرعت تولیدمثل (تقسیم یاختگی در این مورد) یاخته‌های جهش یافته شوند یا سرعت مرگ برنامه‌ریزی شده در این یاخته‌ها را کاهش دهند.[۳] (رجوع کنید به نمادهای سرطان در ادامهٔ این مقاله)

یاخته‌ها در نئوپلاسم‌ها بر سر منابع، از جمله اکسیژن، قند گلوکز، و همچنین فضا، با هم رقابت می‌کنند. از این‌رو یاخته‌هایی که دچار جهش‌هایی می‌شوند که توانایی زیستی آنها را افزایش می‌دهد (در مقایسه با یاخته‌های رقیبی که این جهش‌ها در آن‌ها رخ نداده‌اند) یاخته‌های دختری بیشتری تولید می‌کنند. این‌گونه است که جمعیتی از یاخته‌های حهش یافته (که یک کلون نامیده می‌شوند) می‌توانند در یک نئوپلاسم گسترش پیدا کنند. گسترش کلونی مشخصهٔ انتخاب طبیعی در سرطان می‌باشد.
درمان‌های سرطانی به عنوان انتخاب مصنوعی عمل می‌کنند بدین‌گونه که یاخته‌های حساس را می‌کشند اما یاخته‌های مقاوم به درمان را باقی می‌گذارند. در این شرایط غالباً تومور سرطانی دوباره از این یاخته‌های مقاوم رشد می‌کند، بیماری دوباره عود می‌کند و درمانی که تا آن موقع استفاده می‌شد دیگر قادر به از بین بردن یاخته‌های سرطانی نخواهد بود. این انتخاب مقاومت شبیه به پدیده‌ای است که به دلیل استفادهٔ مکرر از یک نوع آفت‌کش در مزارع رخ می‌دهد که طی آن آفت‌های مقاوم  انتخاب (مصنوعی) می‌شوند تا جایی که آفت‌کش دیگرمؤثر نیست.

### فرگشت در سیستم‌های زیست شناختی پیچیده
تعریف نوین فرگشت زیست‌شناختی معمولاً روی شرکت‌کنندگان اصلی از جمله ایجاد ریزمحیط‌های موضعی (local micro-environment)، توانایی تأثیرگذاری جهش‌ها، انحطاط ملکولی (molecular degeneracy)، و گوناگونی‌های ژنتیکی مبهم تأکید می‌کند. بسیاری از این عوامل تأثیرگذار در فرگشت جداگانه برای سرطان شرح داده شده‌اند.

### انتخاب چند سطحی
سرطان یک مثال کلاسیک از پدیده‌ای است که زیست‌شناسان فرگشت از آن به عنوان انتخاب چندسطحی یاد می‌کنند: در سطح موجود زنده، سرطان معمولاً مهلک و کشنده است، بنابراین یک انتخاب طبیعی به نفع ژن‌ها و سازماندهی‌های بافتی به وجود می‌آید که سرکوب کنندهٔ سرطان هستند. در سطح یاختگی، انتخاب طبیعی به نفع یاخته‌هایی وجود دارد که با سرعت بالاتری تقسیم می‌شوند و بقای زیستی بالاتری دارند، به عنوان نمونه یاخته‌های جهش یافته‌ای که یکی از نمادهای سرطان (رجوع کنید به نمادهای سرطان در ادامهٔ این مقاله) را به دست می‌آورند نسبت به یاخته‌هایی که فاقد آن نماد هستند دارای مزیت می‌شوند. پس انتخاب در سطح یاخته‌ها هم در سرطان دیده می‌شود.